# Liwāʾ
Il liwāʾ (in arabo لِوَاء‎?, plur. in arabo أَلْوِيَة‎?, ʾalwiya, in italiano: vessillo) era una delle istituzioni onorifiche tradizionali dei Quraysh nella città di Mecca.
Come dice il nome essa consisteva nel diritto di custodire in tempo di pace il vessillo della tribù dei Quraysh (nella Dār al-Nadwa, ossia la sala del consiglio tribale)) e di dispiegarlo in guerra.
Ciò rendeva l'istituzione l'equivalente del comando della città e sottolineava il carattere guerriero tipico dei Quraysh che, per difendere se stessi e i loro commerci e per portare offesa ai loro nemici, s'erano specializzati nell'uso delle armi, tanto da monopolizzare di fatto più tardi, con l'affermazione dell'Islam, tutte le principali cariche militari della Umma.
Dopo la morte di Quṣayy (480 ca), che aveva regolamentato l'ufficio, l'onore di occuparsi del liwāʾ rimase affidato a suo figlio maggiore ʿAbd al-Dār b. Quṣayy, che lo trasmise al figlio ʿUthmān, le prime rivalità insorsero tra i figli del fratello di ʿAbd al-Dār, ʿAbd Manāf b. Quṣayy: ʿAbd Shams, Hāshim, al-Muṭṭalib e Nawfal.

La rivalità trovò una sua composizione nell'Ḥilf al-Muṭayyabīn.